# 全日本ドッジボール選手権大会
全日本ドッジボール選手権大会（ぜんにほんドッジボールせんしゅけんたいかい）はドッジボールの小学生の日本一を決める大会。

## 概要
1991年に第1回大会が行われ、春は3月、夏は8月に水戸市で開催されている。2020年は新型コロナウイルス感染症（COVID-19）流行の影響で中止となった。かつて春はクロネコヤマトの宅急便、夏はサンスター&大塚グループが協賛していた。なお2022年夏はTVアニメ『SPY×FAMILY』とのコラボ。
出場チームは各都道府県予選を勝ち抜いた47チームに前年全国優勝都道府県大会準優勝チームの合計48チーム。ただし青森県はチームなしのため不足の場合は日本協会推薦チームを選出。まず、48チームが12組に分かれて予選リーグを行い、各組2位までの合計24チームが決勝トーナメントに進出する。決勝トーナメントは準々決勝までが一発勝負、準決勝と決勝は3セットマッチで行う。
かつては関西テレビ放送制作でダイジェスト番組（制作
イースト）を放送されていた。

## 歴代優勝チーム

### 夏の大会
| 年度   | 回 | 優勝                           |
| ------ | -- | ------------------------------ |
| 1991年 | 1  | 小木クラブ                     |
| 1992年 | 2  | 秦野西ファイターズ(1)          |
| 1993年 | 3  | 秦野西ファイターズ(2)          |
| 1994年 | 4  | 秦野西ファイターズ(3)          |
| 1995年 | 5  | 金剛寺ファイターズ(1)          |
| 1996年 | 6  | 金剛寺ファイターズ(2)          |
| 1997年 | 7  | 菅原ダイナマイトハリケーン     |
| 1998年 | 8  | ブラック・キャット・ボンバーズ |
| 1999年 | 9  | 一ツ橋ファイターズ             |
| 2000年 | 10 | 香椎浜ジェイソンズ             |
| 2001年 | 11 | ALL-TAISON'S                   |
| 2002年 | 12 | リトルWink                     |
| 2003年 | 13 | やごひがぼんばーず             |
| 2004年 | 14 | 天理ボンバーズSP               |
| 2005年 | 15 | しまだファイターズ             |
| 2006年 | 16 | ブルーインパルス明石           |
| 2007年 | 17 | 木曽岬ラッキーキッズ           |
| 2008年 | 18 | 杉小キャイーンブラザーズ       |
| 2009年 | 19 | S・K・Y                        |
| 2010年 | 20 | オオハタブレイカーズ           |
| 2011年 | 21 | バイオレンス国田               |
| 2012年 | 22 | 板橋ファイヤーズ               |
| 2013年 | 23 | 里庄レッドスネークス           |
| 2014年 | 24 | サザン’97                      |
| 2015年 | 25 | サザン’97                      |
| 2016年 | 26 | METS萩原                       |
| 2017年 | 27 | 6ネンズ98                      |
| 2018年 | 28 | 菅原ダイナマイトハリケーン     |
| 2019年 | 29 | 倉敷ブラックファイターズ       |
| 2021年 | 30 | DOKKY'S                        |
| 2022年 | 31 | やまひがファイターズ           |
| 2023年 | 32 | 埼玉フォルティス               |
| 2024年 | 33 | DOKKY'S(2)                     |